# Ахмат (баскак)
Ахмат — татарский баскак 2-й половины XIII века. Центральный персонаж летописного рассказа о событиях, происходивших между 1287 и 1291 годами в Посемье, на территории Черниговской земли (в летописях фигурирует под 1283—1284 годами).
Ахмат выкупил в Золотой Орде право сбора дани с населения Курского княжества. Кроме того, основал две слободы на землях Рыльско-Воргольского княжества, которые стали причиной кровавого конфликта между Ахматом и местными князьями. На территории вновь основанных слобод начали массово переселяться люди из окрестных волостей. Это вызвало недовольство рыльского князя Олега, отправившегося в Орду к хану Телебуге с требованиями разрешить конфликт. Тем временем одну из слобод опустошил липовичский князь Святослав, бывший свояком Олега. Телебуга разрешил князьям вернуть людей из слобод назад, что они вскоре и сделали.
Ахмат в свою очередь выставил обоих князей перед татарами разбойниками, и когда вскоре в Посеймье прибыл влиятельный татарский темник Ногай, тот вызвал Олега и Святослава к себе. Последние, однако, побоялись идти к темнику и скрылись. Ногай понял это как признак их неправоты и потому опустошил Рыльско-Воргольское княжество, а людей отправил к Ахмату. Последний простых крестьян оставил в своих слободах, а княжеских бояр казнил. Святослав, собрав остатки войска, снова напал на подвластные Ахмату волости и разбил его отряды. После всего этого Ахмат с братьями бежали в Курск, а Святослав был казнён Олегом по приказу Телебуги. Однако вскоре брат Святослава Александр напал на Олега и убил его вместе с двумя сыновьями.
Рассказ об Ахмате, составленный вскоре после указанных событий, является уникальным по своей информативности источником на фоне всеобщего отсутствия сведений о том, что происходило на землях нынешней Курской области в монголо-татарские времена.